# Зелёная богиня
«Зелёная богиня» (англ. The Green Goddess) — американский приключенческий фильм режиссёра Альфреда Грина 1930 года. Джордж Арлисс за роль в фильме был номинирован на Премию «Оскар» за лучшую мужскую роль.

## Сюжет
Трем британцам — майору Креспину, его жене Люсилль и доктору Трагерну — просто ужасно не повезло. Сначала они упали на самолете в самом сердце королевства Ракха, но при этом уцелели. А потом их поймал и бросил в темницу местный король. Беда в том, что трех его сводных братьев собираются казнить в соседней Индии по приказу британского суда, и он, вместе со всеми своими подданными, считает, что эти трое несчастных — плата за жизнь братьев, любезно предложенная им Зеленой Богиней. Так что теперь у майора с его женой и товарищем по несчастью не остается выбора, кроме как добраться до радиостанции раджи и связаться со своими …

## В ролях
- Джордж Арлисс — раджа Рух
- Ральф Форбс — доктор Трагерн
- Генри Уорнер — майор Креспин
- Элис Джойс — Люсилль
- Иван Ф. Симпсон — Уоткинс

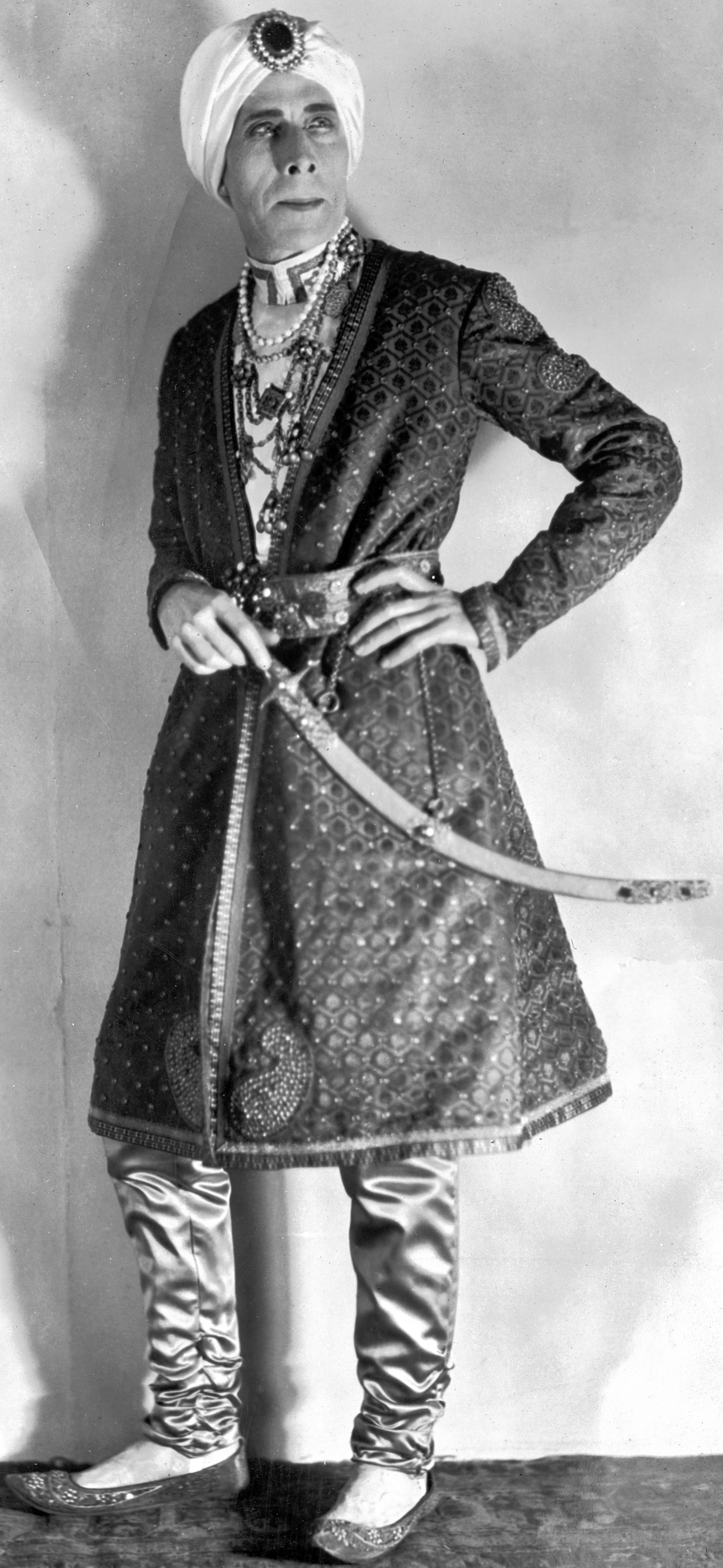
Джордж Арлисс

- Реджинальд Шеффилд — лейтенант Кардью
- Бетти Бойд — Эн Айа
- Найджел Де Брулир — жрец в храме
- Дэвид Тирлим — первосвященник